# Thomas Lamarre
Thomas Mark Lamarre (1959) è uno iamatologo canadese, docente presso l'Università di Chicago, nel Department of Cinema and Media Studies.

## Educazione
LaMarre ha ottenuto una laurea in Biologia nel 1981 presso la Georgetown University. Ha proseguito i suoi studi in scienze all'Université de la Méditerranée Aix-Marseille II in Francia, conseguendo un titolo equivalente in Oceanologia nel 1982 e un equivalente dottorato in Oceanologia nel 1985.
LaMarre è quindi entrato in un secondo programma di dottorato presso l'Università di Chicago, dove ha conseguito un master in East Asian Languages and Civilizations nel 1987 e il suo secondo dottorato nel 1992.

## Carriera
Oltre a insegnare, LaMarre è il direttore del programma universitario principale presso il Dipartimento di studi sull'Asia orientale alla McGill.

## Opere scelte
- Can Writing Go on Without a Mind? Orality, Literacy, Ideography, Japanology (1994)
- Uncovering Heian Japan: an Archaeology of Sensation and Inscription (2000)
- Project Insider (2000)
- Impacts of Modernities (2004)
- Shadows on the Screen: Tanizaki Jun'ichirō on Cinema and "Oriental" Aesthetics (2005)
- The Anime Machine: a Media Theory of Animation (2009)

## Riconoscimenti
- Association for Asian Studies, John Whitney Hall Book Prize, 1999.[5]